# Cliffhangers (serie de televisión)
Cliffhangers es una serie de televisión estadounidense que debutó en la cadena NBC el 27 de febrero de 1979. Fue conocida en Hispanoamérica como "Expectación".
Cliffhangers intentó revivir el género fílmico de los seriales en un formato televisivo. Cada episodio de una hora de duración estaba dividido en tres segmentos de 20 minutos con diferentes tramas cada uno. Durante la duración de la serie, tres seriales fueron emitidos: uno de misterio, un híbrido entre una película de vaqueros y la ciencia ficción, y una historia de horror:
1. Stop Susan Williams (Susan Williams): Susan Anton encarna a una bella periodista de un canal de TV que investiga el asesinato de su hermano, tropezando casualmente con una enorme conspiración internacional.
2. The Secret Empire (El Imperio Secreto): Las aventuras de un jefe de policía estadounidense en el viejo oeste, quien se encuentra con una ciudad subterránea futurística comandada por alienígenas.
3. The Curse of Dracula (Drácula): Protagonizada por Michael Nouri como el Conde Drácula, esta historia cuenta su vida secreta como un profesor de la ciudad de San Francisco.

En un esfuerzo por recrear la experiencia de los seriales, ninguno de ellos empezó con el primer capítulo. Stop Susan Williams comenzó con el segundo capítulo, The Secret Empire con el tercero y The Curse Of Dracula con el sexto. La serie fue cancelada después de 10 episodios. Para aquel momento, solo The Curse Of Dracula había terminado. Sin embargo, un episodio no emitido (que sí se emitió fuera de los Estados Unidos) mostraba el final de las restantes historias. Los televidentes estadounidenses tuvieron después una oportunidad de ver el final de Stop Susan Williams en un filme para televisión llamado The Girl Who Saved The World (La Chica que Salvó el Mundo), el cual reeditaba los 11 capítulos del serial en una película de dos horas de duración. The Curse of Dracula también fue reeditada como dos filmes para televisión para emisión futura.
The Secret Empire era un pastiche del serial fílmico de Gene Autry The Phantom Empire. Las escenas en la ciudad subterránea eran en color, mientras que las de la superficie estaban filmadas "en el glorioso blanco y negro".
Stop Susan Williams" fue tomada del viejo serial The perils of Pauline
The Curse of Drácula Giró en torno a la idea de que después de 600 años, Drácula se está cansando de la inmortalidad y persiguiendo el amor de una mujer hermosa, buscó mortalidad para vivir sus últimos días con ella.

## Lista de episiodios emitidos en EE.UU., traducidos
| N.º | Detengan a Susan Williams              | El imperio Secreto                                      | La maldición de Dracula                            | Fecha de emisión      |
| --- | -------------------------------------- | ------------------------------------------------------- | -------------------------------------------------- | --------------------- |
| 1   | "Capítulo 2: El enemigo silencioso"    | "Capítulo 3: Conéctate al misterio"                     | "Capítulo VI: Sangre de vida"                      | 27 de febrero de 1979 |
| 2   | "Capítulo 3: Trampa de jungla mortal " | "Capítulo 4: Prisionero del Imperio"                    | "Capítulo VII: Flujo de sangre"                    | 6 de marzo de 1979    |
| 3   | "Capítulo 4: Destino relampageante"    | "Capítulo 5: Tornado mental"                            | "Capítulo VIII: Demonios de la obscuridad"         | 13 de marzo de 1979   |
| 4   | "Capítulo 5: Descenso mortal”          | "Capítulo 6: Las semillas de la rebelión”               | "Capítulo IX: El almacén de la Muerte"             | 20 de marzo de 1979   |
| 5   | "Capítulo 6: La tumba de agua"         | "Capítulo 7: El ataque de los motociclistas fantasmas " | "Capítulo X: Sepulcro de los muertos vivientes "   | 27 de marzo de 1979   |
| 6   | "Capítulo 7: Caldero de Fuego "        | "Capítulo 8: la amenaza de freirse"                     | "Capítulo XI: El umbral de la eternidad"           | 3 de abril de 1979    |
| 7   | "Capítulo 8: Río de sangre"            | "Capítulo 9: Mandíbulas de la Muerte "                  | "Capítulo XII: Donde los ángeles no se aventuran " | 10 de abril de 1979   |
| 8   | "Capítulo 9: Ruedas de la destrucción" | "Capítulo 10: El último suspiro "                       | "Capítulo XIII: Sellado con sangre"                | 17 de abril de 1979   |
| 9   | "Capítulo 10: Terror del cielo"        | "Capítulo 11: El regreso a Chimera"                     | "Capítulo XIV: Sed de muerte"                      | 24 de abril de 1979   |
| 10  | "Capítulo 11: El Villano Revelado "    | "Capítulo 12: Central eléctrica"                        | "Capítulo XV: Peticiones del maldito"              | 1 de mayo de 1979     |